# Bacitracine
Bacitracine is een antibioticum dat vanwege de bijwerkingen alleen nog plaatselijk wordt toegepast. Het is vooral effectief tegen gram-positieve kokken.

## Achtergrond
Bacitracine werd in 1943 ontdekt. Het bestaat  uit een mengsel van polypeptiden; de belangrijkste daarvan is Bacitracine A. en wordt geproduceerd door de Bacillus subtilis, stam Tracy (vandaar de naam). De dosis wordt uitgedrukt in eenheden, 1E komt over een met 26 microgram.

### Werking
Bacitracine verhindert de opbouw van de celwand in bacteriën, met name in stafylokokken, Neisseria gonorrhoeae en Treponema pallidum.

## Toepassing
In het verleden is Bacitracine parenteraal  (bijvoorbeeld per infuus) toegediend, maar vanwege de ernstige nierfunctiestoornissen die hier het  gevolg van waren, wordt het middel alleen nog plaatselijk toegepast bij infecties van de huid-, het  oog of het oor. In Nederland wordt het in combinatie met hydrocortison en andere antibiotica toegepast bij chronische middenoorontsteking. Het gebruik bij kortdurende ontstekingen van de gehoorgang wordt ontraden.

### Bijwerkingen
Bij plaatselijke toepassing in zalf of druppels treedt zelden overgevoeligheid op.
Bij systemische toediening is er gevaar voor nierinsufficiëntie.